# أنتونيو أولمو
أنتونيو أولمو (Antoni Olmo) ، من مواليد 18 يناير 1954 ، لاعب كرة قدم إسباني سابق لعب مع منتخب إسبانيا لكرة القدم.

## روابط خارجية
- أنتونيو أولمو على موقع الاتحاد الدولي (مؤرشف)  (الإنجليزية)
- أنتونيو أولمو على موقع الاتحاد الأوربي (الإنجليزية)
- أنتونيو أولمو على موقع قاعدة بيانات كرة القدم.إي يو (الإنجليزية)
- أنتونيو أولمو على موقع ناشيونال فوتبول تيمز (الإنجليزية)
- أنتونيو أولمو على موقع عالم كرة القدم.نت (الإنجليزية)
- أنتونيو أولمو على موقع أوليمبيديا (الإنجليزية)